# Bibo Fischer
Gerhard "Bibo" Fischer – niemiecki bobsleista, pięciokrotny medalista mistrzostw świata.

## Kariera
Pierwszy sukces w karierze osiągnął w 1931 roku, kiedy wspólnie z Gemmerem zajął drugie miejsce w dwójkach podczas mistrzostw świata w Oberhofie. Na mistrzostwach świata w St. Moritz w 1937 roku pilotowana przez niego czwórka zdobyła srebro. Podczas rozgrywanych rok później mistrzostw świata w St. Moritz/Ga-Pa wspólnie z Rolfem Thielecke zwyciężył w dwójkach, a w czwórkach wywalczył brązowy medal. Ostatni sukces osiągnął na mistrzostwach świata w St. Moritz w 1939 roku, gdzie razem z Thielecke zajął drugie miejsce w dwójkach. Nigdy nie wystąpił na igrzyskach olimpijskich.